# Infantile aufsteigende hereditäre spastische Paralyse
Die Infantile aufsteigende hereditäre spastische Paralyse (IAHSP) ist eine sehr seltene erbliche Form einer spastischen Paraplegie mit den Hauptmerkmalen einer bereits in den ersten Lebensjahren einsetzenden Neurodegeneration.
Sie gehört zu den Motoneuron-Krankheiten, sowohl das obere als auch das untere Motoneuron sind betroffen.
Synonyme sind: Hereditäre Spastische Paralyse, aufsteigende, des frühen Kindesalters; englisch infantile-onset ascending hereditary spastic paralysis; IAHSP

## Verbreitung
Die Häufigkeit wird mit unter 1 zu 1.000.000 angegeben, die Vererbung erfolgt autosomal-rezessiv.

## Ursache
Der Erkrankung liegen Mutationen im ALS2-Gen im Chromosom 2 Genort q33.1 zugrunde, welches für Alsin kodiert.

## Klinische Erscheinungen
Klinische Kriterien sind:
- Normale frühkindliche Entwicklung
- Im Kindesalter beginnende spastische Paraplegie der Beine, später auch der Arme
- Sprachstörungen (Dysarthrie) und Dysphagie

## Diagnose
Lediglich die motorisch evozierten Potentiale weisen erhebliche Veränderungen auf, andere Untersuchungen einschließlich Kernspintomographie sind unauffällig.

## Differentialdiagnose
Abzugrenzen sind die Juvenile Primäre Lateralsklerose und die Juvenile ALS.

## Therapie
Die Behandlung zielt auf Erhalt der Mobilität.

## Geschichte
Die Erstbeschreibung erfolgt wohl im Jahre 2002 durch Eleonore Eymard-Pierre und Mitarbeiter.